# یان فان رید
یان فان رید (انگلیسی: Jan van Reede; ۱۲ ژانویهٔ ۱۸۷۸ – ۱۵ نوامبر ۱۹۵۶) افسر (ارتش) اهل پادشاهی هلند بود.